# De nevelingen
De nevelingen is een  stripverhaal uit de reeks van Jerom, uitgegeven door de Standaard Uitgeverij in 1988.

## Locaties
- Zurenborgse bossen, vuilnisbelt

## Personages
- Jerom, Dolly, Astrotol, Boskop, Femke, Grote Slurp, Dozer, Zuigeraar, Pakbakker, wandelploeg, Nevelingen, eigenaar vuilnisbelt

## Het verhaal
De vrienden houden een picknick in de Zurenborgse bossen en ze zien hoe een vreemd wezentje eten naar binnen slurpt. Ook verdwijnen bekers. Jerom, Femke en Boskop volgen het wezentje door de aarde en komen in een sprookjeswereld terecht. Ze ontmoeten Grote Slurp, Dozer, Zuigeraar en Pakbakker. De wezentjes ruimen rommel op in het bos, zodat het netjes blijft. Ze vrezen mensen, want ze hebben geen eerbied meer voor de natuur en maken alles vies en stuk. Er zijn ook Nevelingen, die houden juist van rotzooi en ze leven van een vuilnisbelt in de nabijheid van het bos. De eigenaar van deze vuilnisbelt wil uitbreiden en daarom wil hij bomen kappen. Jerom kan een bulldozer tegenhouden en Femke en Boskop besluiten te infiltreren. Ze maken zichzelf vies en bieden hun diensten aan bij de eigenaar van de vuilnisbelt. Een Neveling heeft dit gehoord en hij probeert de eigenaar van de vuilstortplaats te waarschuwen, maar wordt tegengehouden door de vrienden.
Femke en Boskop worden aangenomen en ze doen alsof ze een boom omhakken. 's Nachts blijven ze slapen en vermommen zich als Rommel en Bommel, geesten van vuil en stank. De eigenaar van de vuilstortplaats schrikt en komt in zijn eigen rommel terecht. Hij schrikt van de vuiligheid en gaat zich douchen. Dan komen de Nevelingen en vallen aan, maar de eigenaar van de vuilstortplaats komt ten hulp. Hij zet een kraan aan en poetst de Nevelingen schoon, waardoor ze verdwijnen. De eigenaar van de vuilstortplaats besluit te gaan recyclen en werkt hierbij samen met Grote Slurp, Dozer, Zuigeraar en Pakbakker. Het bos kan nog lang blijven bestaan, als iedereen zich daarvoor inzet.